# Ніа Сегамайн
Ніа Сегамайн – (ірл. - Nia Segamain) - верховний король Ірландії. Час правління: 226 — 219 до н. е. (згідно з «Історією Ірландії» Джеффрі Кітінга) [1] або 320 — 313 до н. е. (відповідно до «Хроніки Чотирьох Майстрів») [3]. Прийшов до влади після вбивства свого попередника – Коналла Колламраха (ірл. - Conall Collamrach). Його імення можна перекласти як «син сестри» [4]. Також, можливо, що слово «Сегомо» (ірл. – Segomo) було одним з імен давнього кельтського бога, якого можна порівняти Марсом чи Геркулесом в латинській міфології [5]. 

## Походження
Джеффрі Кітінг, опираючись на давні легенди, повідомляє, що матір'ю Ніа Сегамайна була богиня лісу (згідно теології давніх кельтів) на ймення Флідайс (ірл. – Flidais), що належала до Племен богині Дану (ірл. - Tuatha Dé Danann), які в часи Ніа Сегамайна жили в сід – у потойбічному світі, який розташовувався в давніх пагорбах та курганах Ірландії. Флідайс володіла магією, вміла управляти деревами та дикими звірами. Завдяки цьому під час правління Ніа Сегамайна в Ірландії була завжди вдосталь молока, худоба була здорова і плодюча [1]. 

## Правління
Правив Ірландією протягом семи років. Після цього був вбитий Енна Айгнехом (ірл. - Énna Aignech). «Книга захоплень Ірландії» синхронізує його правління з правлінням Птолемея VIII Фіскона в Єгипті (145-116 до н. е.). [2] Але Джеффрі Кітінг і Чотири Майстри відносять його правління до більш давніх часів. 

## Генеалогія
У ранньому середньовіччі клан Еогнахта (ірл. – Eóganachta) вказував на Ніа Сегамайна як на свого предка і засновника династії. вважається, що це свідчення галльського (материкові кельти) походження цього клану.